# The Walking Dead (mùa 2)
The Walking Dead (mùa 2) (tạm dịch: Xác sống mùa 2) là phần thứ hai của series phim về đại dịch xác sống The Walking Dead. Mùa phim bắt đầu được phát sóng vào ngày 16 tháng 10 năm 2011 và kết thúc vào ngày 18 tháng 3 năm 2012 trên kênh truyền hình cáp AMC, bao gồm 13 tập phim. Bộ phim được dựa trên tác phẩm truyện tranh cùng tên của Robert Kirkman, Tony Moore và Charlie Adlard, được phát triển bởi một nhóm nhà sản xuất bao gồm Frank Darabont, Kirkman, Glen Mazzara, David Alpert và Gale Anne Hurd.
Mùa phim đã được đón nhận một cách tích cực bởi các nhà phê bình. Nó đã đoạt giải thưởng series phim truyền hình cáp hay nhất của giải thưởng Sao Thổ lần thứ 38. Và trang điểm giả xuất sắc nhất series phim truyền hình của giải thưởng Emmy sáng tạo lần thứ 64. Tập cuối của mùa phim có đến 9 triệu người xem tại Hoa Kỳ, khiến nó trở thành tập phim được đánh giá cao nhất của loạt phim truyền hình cho đến thời điểm đó và tập phim được xem nhiều nhất trong lịch sử của kênh truyền hình AMC.
Nội dung của phần này được dựa trên cốt truyện "Miles Behind Us" từ tập 7 đến tập 12 của bộ truyện tranh, giới thiệu các nhân vật truyện tranh đáng chú ý Hershel Greene (Scott Wilson) và con gái của ông Maggie (Lauren Cohan). Diễn biến của mùa phim chủ yếu ở Nông trại gia đình Greene sau khi nhóm người cố gắng thoát khỏi CDC vì nó bị phát nổ. Mùa phim tiếp tục câu chuyện về hành trình của Rick Grimes (Andrew Lincoln) và nhóm người sống sót trong một thế giới tràn ngập Zombie hay còn gọi là "người đi bộ". Sau khi rời Atlanta, Rick và cả nhóm bị chặn lại trên đường cao tốc bởi một mối đe dọa không giống như bất cứ điều gì mà họ đã thấy trước đây. Trong khi tìm kiếm một người đã mất tích, nhóm cuối cùng phát hiện ra một trang trại bị cô lập, nơi căng thẳng nảy sinh giữa các thành viên trong nhóm, những cư dân bí ẩn và không biết gì về trang trại, những bí mật và động cơ không rõ ràng. Ở đó, Rick và những người khác cố gắng chóng chọi lại các mối đe dọa khủng khiếp. Và đặc biệt, giữa Rick và Shane Walsh (Jon Bernthal) nãy sinh hờn ghen.

## Thông tin cơ bản
|     | Tên tập                  | Biên kịch                    | Đạo diễn                               | Ngày lên sóng | Lượng người xem (Mỹ) |
| --- | ------------------------ | ---------------------------- | -------------------------------------- | ------------- | -------------------- |
| 1.  | What Lies Ahead          | Ardeth Bey Robert Kirkman    | Ernest Dickerson Gwyneth Horder-Payton | 16/10/2011    | 7.26 triệu           |
| 2.  | Bloodletting             | Glen Mazzara                 | Ernest Dickerson                       | 23/10/2011    | 6.70 triệu           |
| 3.  | Save the Last One        | Scott M. Gimple              | Phil Abraham                           | 30/10/2011    | 6.10 triệu           |
| 4.  | Cherokee Rose            | Evan Reilly                  | Billy Gierhart                         | 6/11/2011     | 6.29 triệu           |
| 5.  | Chupacabra               | David Leslie Johnson         | Guy Ferland                            | 13/11/2011    | 6.12 triệu           |
| 6.  | Secrets                  | Angela Kang                  | David Boyd                             | 20/11/2011    | 6.08 triệu           |
| 7.  | Pretty Much Dead Already | Scott M. Gimple              | Michelle MacLaren                      | 22/11/2011    | 6.62 triệu           |
| 8.  | Nebraska                 | Evan Reilly                  | Clark Johnson                          | 12/2/2012     | 8.10 triệu           |
| 9.  | Triggerfinger            | David Leslie Johnson         | Billy Gierhart                         | 19/2/2012     | 6.89 triệu           |
| 10. | 18 Miles Out             | Scott M. Gimple Glen Mazzara | Tricia Brock                           | 26/2/2012     | 7.04 triệu           |
| 11. | Judge, Jury, Executioner | Angela Kang                  | Greg Nicotero                          | 4/3/2012      | 6.77 triệu           |
| 12. | Better Angels            | Evan Reilly Glen Mazzara     | Guy Ferland                            | 11/3/2012     | 6.89 triệu           |
| 13. | Beside the Dying Fire    | Robert Kirkman Glen Mazzara  | Ernest Dickerson                       | 18/3/2012     | 8.99 triệu           |

## Dàn diễn viên

### Diễn viên chính
Mùa phim thứ hai có đến 9 diễn viên chính trong đó có 7 diễn viên chính đã được khẳng định trong mùa phim đầu tiên và hai diễn viên định kỳ được thăng cấp đó là Norman Reedus và Melissa McBride.
- Andrew Lincoln vai Rick Grimes, là nhân vật chính của loạt phim và là cựu phó cảnh sát trưởng từ Quận King, Georgia. Anh là chồng của Lori, cha của Carl và bạn thân của Shane.
- Jon Bernthal vai Shane Walsh, là bạn thân của Rick, là cựu phó cảnh sát trưởng. Anh yêu vụng trộm với Lori sau khi biết tin Rick không còn sống ở mùa trước.
- Sarah Wayne Callies vai Lori Grimes, là vợ của Rick, có con trai tên Carl. Cô yêu vụng trộm với Shane.
- Laurie Holden vai Andrea, là một cựu luật sư về quyền công dân, cô chơi thân với Dale. Sau khi mất cô em gái, Andrea cố gắng học cách bắn súng và trở thành một tay súng cừ khôi.
- Jeffrey DeMunn vai Dale Horvath, là một thành viên lớn tuổi của nhóm, là người sở hữu chiếc xe RV. Ông thường người có kinh nghiệm, biết đạo lý, ông bảo vệ cho Andrea. Trở thành một người cố vấn cho nhóm, đặc biệt là với Rick và Glenn. Ông cũng là một người bạn tốt của T-Dog.
- Steven Yeun vai Glenn Rhee, là một nhân viên giao bánh Pizza, người mà đã cứu Rick ở mùa trước. Anh là người hoạt động tích cực trong nhóm.
- Chandler Riggs vai Carl Grimes, là con trai của Rick và Lori.
- Norman Reedus vai Daryl Dixon, là người lạnh lùng nhất nhóm tuy nhiên lại bảo vệ nhóm một cách hiệu quả, là người tích cực nhất trong nhóm khi tìm kiếm Sophia.
- Melissa McBride vai Carol Peletier, là nạn nhân của một vụ lạm dụng tình dục bởi Ed.

### Diễn viên phụ
- IronE Singleton vai Theodore "T-Dog" Douglas, là một thành viên của nhóm và là một người trọng danh dự, có bổn phận, trách nhiệm và có ý thức tốt. Anh cố gắng đóng góp càng nhiều càng tốt. Anh cũng có một tình bạn mạnh mẽ với Dale.
- Lauren Cohan vai Maggie Greene, là con gái lớn tuổi của Hershel, người có ý chí mạnh mẽ và kiên quyết nhưng hơi bướng bỉnh.
- Emily Kinney vai Beth Greene, là con gái của Hershel và em gái của Maggie. Cô nhút nhát, nói nhẹ nhàng và từ bi nhưng thiếu ý chí mạnh mẽ.
- Scott Wilson vai Hershel Greene, là một bác sĩ thú y và người nông dân tôn giáo, bị mù quáng bởi sự bảo thủ của chính mình để chấp nhận trạng thái mới của thế giới, tin rằng những người đi bộ chỉ bị bệnh.
- Jane McNeill vai Patricia, là vợ của Otis và làm y tá của Hershel.
- James Allen McCune vai Jimmy, là bạn trai của Beth.
- Madison Lintz vai Sophia Peletier, là con gái của Carol và là bạn thân của Carl.
- Michael Zegen vai Randall Culver, một thiếu niên mà Rick, Glenn và Hershel gặp phải trong khu rừng.
- Pruitt Taylor Vince vai Otis, là người bảo vệ Nông trại Hershel và là chồng của Patricia.
- Adam Minarovich vai Ed Peletier, là chồng của Carol, là người lạm dụng tình dục với con gái của mình.
- Michael Raymond-James vai Dave, là một thành viên của nhóm Randall, người đã gặp Rick, Hershel và Glenn.
- Michael Rooker vai Merle Dixon, là anh trai của Daryl, có tính bạo lực.

## Sản xuất
Sau khi mùa giải đầu tiên được phát sóng, Deadline Hollywood thông báo rằng Frank Darabont từ bỏ làm nhà biên kịch và để cho một số nhà văn tự do viết các tập trong mùa phim thứ hai. Điều này hoàn toàn không chính xác, bởi Robert Kirkman cho rằng những thay đổi đối với nhân viên viết sẽ không ảnh hưởng đến việc sản xuất chương trình. Vào tháng 2 năm 2011, Glen Mazzara người mà viết tập phim Wildfire" đã được thuê lại với tư cách nhà biên kịch/nhà điều hành cho mùa phim thứ hai và sẽ kết hợp thêm năm nhà văn nữa.
Tại C2E2, các diễn viên xác nhận rằng mùa phim sẽ bắt đầu quay vào ngày 1 tháng 6 năm 2011 và Frank Darabont là nhà biên kịch tập phim đầu tiên của mùa phim. Tại cùng một sự kiện, các diễn viên cho rằng tác giả nổi tiếng và cộng tác viên lâu năm của Darabont là Stephen King có thể viết một tập. Kirkman sau đó xác nhận rằng, chính ông cùng với Darabont và Mazzara là nhà biên kịch của mùa phim, bên cạnh đó còn có Scott M. Gimple, Evan Reilly, Angela Kang và một nhà văn tự do khác David Leslie Johnson.
vào tháng 7 năm 2011, nhà phát triển và nhà biên kịch loạt phim Frank Darabont đã từ chức vị trí của mình trong loạt phim, trong bối cảnh những tin đồn rằng do bị chồng chéo công việc. Nhà sản xuất điều hành Glen Mazzara đã kế nhiệm Darabont trở thành nhà biên kịch chính cho loạt phim này. Sự ra đi đột ngột của Darabont tiếp tục gây ra nhiều tranh cãi trong tháng 8 khi The Hollywood Reporter phá vỡ câu chuyện khi tiết lộ rằng Darabont đã bị sa thải do các vấn đề về ngân sách giảm của chương trình và mối quan hệ căng thẳng với các giám đốc điều hành của AMC.
Sau bảy tập đầu tiên được phát sóng, bộ phim bị gián đoạn và trở lại vào ngày 12 tháng 2 năm 2012 với sáu tập cuối của mùa phim được phát sóng cho đến khi kết thúc vào ngày 18 tháng 3 năm 2012.

## Đánh giá
Mùa thứ hai của The Walking Dead đã nhận được những đánh giá tích cực từ các nhà phê bình. Trên Metacritic, mùa phim được chấm với số điểm là 80/100 dựa vào 22 nhà phê bình điều này cho thấy việc đánh giá chung hết sức thuận lợi. Trên Rotten Tomatoes, mùa phim đạt xếp hạng trung bình là 8,09/10 dựa vào 22 lượt đánh giá và điểm trung bình là 79%.